# Air Moldova
Air Moldova je moldavska nacionalna letalska družba s sedežem v glavnem mestu Kišinjev. Osrednje vozlišče (hub) je na letališču Kišinjev. Air Moldova je bila ustanovljena iz podružnice sovjetske letalske družbe Aeroflot 12. januarja 1993 z dekretom predsednika Moldavije in izvaja prevoze potnikov, tovora in pošte tako na rednih kot čarterskih linijah.

## Zgodovina
Do razpada Sovjetske zveze je zgodovina letalstva v Moldaviji vezana na letalsko družbo Aeroflot. Pričelo se je, ko je v septembru 1944 v moldavsko prestolnico priletel dvokrilec Polikarpov Po-2. Prvih petnajst letal je opravljalo polete znotraj Moldavije, kot tudi za potrebe kmetijskih organizacij. V času prvih let po Drugi svetovni vojni je podružnica družbe Aeroflot v Kišinjevu z dvema letaloma Lisunov Li-2 opravljala polete do Moskve in mest v Ukrajini, kot tudi do letovišč in zdravilišč ob Črnem morju ali na Kavkazu.
V šestdesetih letih dvajsetega stoletja je letališče Kišinjev začelo sprejemati tudi reaktivna letala, tako, da se je flota družbe v Kišinjevu povečala z modeli Antonov An-10, An-12 in An-24. Tedaj se je tudi povečalo število destinacij na področju tedanje Sovjetske zveze in pričeli so s tovornim letalskim prometom, saj je družba dobavljala sadje in zelenjavo pridelano v Moldaviji v največja industrijska središča Sovjetske zveze.
Leta 1971 je postalo letalo Tupoljev Tu-134 okostje flote v podružnici, saj je podružnica do srede osemdesetih let dvajsetega stoletja razpolagala tudi s šestindvajsetimi letali tega tipa. Leta 1972 je bila flota povečana z letalom Jakovljev Jak-42 in s turbopropelerskim tovornim letalom Antonov An-26. Sredi osemdesetih let je podružnica prejela deset letal Tupoljev Tu-154, kar ji je omogočilo, da so letala z moldavsko posadko letela do 73 mest znotraj Sovjetske zveze in so letno prepeljala več kot milijon potnikov. Leta 1990 je bila odprta prva mednarodna linija do nemškega Frankfurta.
V začetku devetdesetih let dvajsetega stoletja pride do razpada Sovjetske zveze ter preoblikovanja letalske industrije. Kot posledica reorganizacije je iz podružnice Aeroflota nastala letalska družba Air Moldova z dekretom predsednika Moldavije in s programom vključitve v mednarodno tržišče. Proces reorganizacije se je začel v času težke politične situacije v državi, slabega življenjskega standarda, recesije in spreminjanja do tedaj veljavnih gospodarskih razmer. Hkrati so se pojavile tudi težave pri oskrbi z letalskim gorivom.
Po desetih letih delovanja je prišlo do prve nabave novih letal.
Družba se je 13. julija 2004 priključila organizaciji IATA. Maja 2006 pa so vpeljali elektronske vozovnice. Julija 2007 pa je družba prejela stalno dovoljenje za prevoz potnikov, blaga in pošte. Leta 2008 je družba začela poslovati po modelu nizkocenovnih družb. Tako je 1. januarja 2008 opravila prvi polet na liniji iz Kišinjeva do letališča Domodedovo v Moskvi o modelu nizkocenovne letalske družbe.
Skladno s pogodbo z moldavsko letalsko družbo Tandem Aero je februarja 2015  družba ukinila povezave iz Kišinjeva z Bukarešto, Kijevom in Sočijem. 12. decembra 2016 pa je obnovila povezavo med Kišinjevom in Bukarešto.
V letu 2012 je družba prepeljala 506.000 potnikov, in leta 2013 527.000 potnikov. Leta 2015 je prepeljala že več kot 1.000.000 potnikov.

## Codeshare sporazumi
Družba Air Moldova ima sklenjene codeshare sporazume z naslednjimi letalskimi družbami
- Meridiana
- S7 Airlines
- Ukraine International Airlines
- UTair Aviation

## Destinacije

### Delujoče destinacije
Družba opravlja lete do naslednjih destinacij

### Opuščene destinacije
V preteklosti je družba opravljala lete do naslednjih destinacij:

## Flota
Na dan 22. maja 2016 je družba Air Moldova razpolagala z naslednjimi letali
V preteklosti so v družbi leteli z več različnimi letali. Tako je družba leta 2001 najela letali Embraer E-120 in Embraer E-145. Dve sposojeni letali Jakovljev Jak-42 je vrnila v Rusijo v letih 2003 in 2004. Zadnje letalo Tupoljev Tu-154B pa je bilo uničeno 5. julija 2006.
Novembra 2006 je bil kupljen prvi od šestih Airbusov A320. Junija 2007 je družba vrnila najeto letalo Airbus A320 po 38 mesecih uporabe. Za čas petih mesecev med majem in oktobrom je družba najela letalo McDonnell Douglas MD-82 od družbe Sky Wings. Letalo Tupoljev Tu-134 je letelo na linijah do Moskve in Istanbula. Družba je imela tudi najeta letala Boeing 737-500 od družbe Cirrus Airlines, Fokker 100 od Moldaviana Airlines, Airbus A320 od bolgarske družbe Air Via, od družbe Jet Tran Air MD 81/82. Letalo Jakovljev Jak-40 je zamenjalo letalo EMB 120 na linijah do Dunaja in Prage.
Prvo letalo Embraer EMB 120 Brasilia se je pridružilo floti 12. oktobra 2001 in je bilo v uporabi do 28.septembra 2006, ko je bilo prenešeno k družbi Tandem Aero. Letalo Embraer 120RT je bilo v floti od 23. aprila 2004 do 26. marca 2005. Drugo letalo Embraer EMB 120 Brasilia pa je bilo kupljeno leta 2006. Letelo je do februarja 2015 najeto s strani družbe Tandem Aero.
Maja 2010 je družba kupila dve letali Embraer E-190, tretje letalo pa je pridobila leta 2016. Zadnje letalo je pred tem letelo za nemško Lufthanso in turško družbo Borajet.